# Port lotniczy Datong
Port lotniczy Datong (IATA: DAT, ICAO: ZBDT) – port lotniczy położony w Datong, w prowincji Shanxi, w Chińskiej Republice Ludowej.

## Linie lotnicze i połączenia
| Linia Lotnicza          | Kierunek                                                                             |
| ----------------------- | ------------------------------------------------------------------------------------ |
| Air Guilin              | 1. Guilin 2. Haikou                                                                  |
| China Eastern Airlines  | 1. Guangzhou 2. Hangzhou 3. Kunming 4. Nankin 5. Szanghaj-Pudong 6. Taiyuan 7. Wuhan |
| China Southern Airlines | 1. Shenzhen 2. Zhengzhou                                                             |
| Chongqing Airlines      | 1. Chongqing 2. Dalian                                                               |
| Donghai Airlines        | 1. Shenzhen 2. Zhengzhou                                                             |
| Ruili Airlines          | 1. Changsha 2. Chengdu-Tianfu 3. Harbin 4. Shenyang                                  |
| Shandong Airlines       | 1. Lanzhou 2. Qingdao                                                                |
| Shanghai Airlines       | 1. Changchun 2. Wenzhou                                                              |